# Cmentarz żydowski w Tuchowie
Cmentarz żydowski w Tuchowie – kirkut mieścił się na zboczu nad linią kolejową z Krynicy-Zdroju do Tarnowa. Powstał w XIX wieku. Miał powierzchnię 0,4 ha. W czasie okupacji został zdewastowany przez Niemców. Zachowały się tylko 4 macewy. Na terenie kirkutu istnieje mogiła żołnierska z czasów I wojny światowej.